# Saison 9 de Grey's Anatomy
Chronologie
Saison 8 Saison 10
La saison 9 de la série télévisée Grey's Anatomy débute en septembre 2012 et s'achève en mai 2013 sur le réseau américain ABC, avec un total de 24 épisodes.

## Généralités
Début avril 2012, Shonda Rhimes confirme qu'il y aura bien une saison 9.
Le 10 mai 2012, la série a été renouvelée pour une neuvième saison.
- Le casting original a signé pour deux saisons supplémentaires (saison 9 et saison 10). Cela inclut principalement Ellen Pompeo (Meredith), Sandra Oh (Cristina), Justin Chambers (Alex), Patrick Dempsey (Derek) et Chandra Wilson (Bailey)[3].
- Shonda Rhimes a confirmé sur Twitter que Chyler Leigh (Lexie Grey) et Kim Raver (Teddy Altman) ne seront pas de retour pour la neuvième saison.
- Le 26 juillet 2012, Eric Dane confie à TV Guide que son personnage Mark Sloan, quittera définitivement la série entre le premier et le second épisode de la saison 9. De plus, deux nouveaux médecins devraient faire leur apparition : le Dr Parker et le Dr Mel Barnett.
- Les acteurs Camilla Luddington et Gaius Charles[4] intégreront la distribution de la saison 9.
- Le responsable de la chaîne ABC, Paul Lee, a déclaré auprès du magazine TVLine que les héros devraient « se poser à partir de maintenant » et que le départ d’Eric Dane pourrait être le dernier de l’histoire de la série.
- Selon la créatrice du show, Shonda Rhimes, l'arrivée des nouveaux va « faciliter la transition de Meredith, Cristina et des autres de résidents à titulaires ».
- Avec l'arrivée des nouveaux internes et la réussite de leurs examens, Meredith et Cristina deviendront titulaires et enseigneront leur spécialité.
- La saison 9 va profondément changer Meredith. « Vous allez découvrir une personne complètement différente », assure la créatrice de la série, Shonda Rhimes. « On en a beaucoup parlé entre nous et on a pris le temps de trouver comment elle sera quand elle reviendra. Les personnages vont passer à un niveau supérieur au niveau du travail et ils auront le contrôle de leur vie et de leur destin. Ils seront au même niveau que ces docteurs de qui ils prenaient des ordres avant, donc ça va changer beaucoup de choses ».
- Meredith se fait désormais appeler "Medusa" et Bailey "PCB" (Plan Cul Bailey).
- Un nouveau médecin intégrera le groupe du Seattle Grace Hospital pour un rôle récurrent, il s'agit du Dr Cahill, jouée par Constance Zimmer qui sera présente pour veiller au bon redressement de l'Hôpital à la suite du crash de l'avion[5].
- Le 21 novembre 2012, Michael Ausiello annonce qu'un personnage important et qui est présent depuis le début de la série perdra la vie au cours de la 2e partie de la saison 9, il s'agit d'Adèle Webber, la femme de Richard[6].

## Intrigues
Un mois a passé depuis l’accident d’avion qui a provoqué une onde de choc dans tout l’hôpital. Face aux lourdes pertes, chacun essaie de retrouver une vie normale. Alors que Meredith reprend ses habitudes au travail, Cristina qui souffre de sévères traumatismes liés à son sauvetage, cherche à se refaire une place parmi les médecins de l’hôpital. De leur côté, Callie et Arizona affrontent de nombreuses difficultés, tandis que Bailey et Ben découvrent les dangers d'une relation à distance.

## Distribution

### Acteurs principaux
- Ellen Pompeo (VF : Céline Mauge) : Dr Meredith Shepherd (24/24)
- Sandra Oh (VF : Yumi Fujimori) : Dr Cristina Hunt (24/24)
- Justin Chambers (VF : Sébastien Desjours) : Dr Alex Karev (24/24)
- Chandra Wilson (VF : Zaïra Benbadis) : Dr Miranda Bailey (24/24)
- James Pickens, Jr. (VF : Said Amadis) : Dr Richard Webber (24/24)
- Sara Ramirez (VF : Edwige Lemoine) : Dr Callie Torres-Robbins (24/24)
- Eric Dane (VF : Renaud Marx) : Dr Mark Sloan (2/24)
- Kevin McKidd (VF : Alexis Victor) : Dr Owen Hunt (24/24)
- Jessica Capshaw (VF : Véronique Alycia) : Dr Arizona Robbins (23/24)
- Sarah Drew (VF : Sophie Froissard) : Dr April Kepner (24/24)
- Jesse Williams(VF : Geoffrey Vigier) : Dr Jackson Avery (24/24)
- Patrick Dempsey (VF : Damien Boisseau) : Dr Derek Shepherd (24/24)

### Acteurs récurrents
- Gaius Charles (VF : Jean-Baptiste Anoumon) : Dr Shane Ross[4] (22 épisodes)
- Camilla Luddington (VF : Marie-Eugénie Maréchal) : Dr Josephine Wilson(22 épisodes)
- Jerrika Hinton (VF : Geneviève Doang) : Dr Stephanie Edwards[7] (21 épisodes)
- Tina Majorino (VF : Caroline Pascal) : Dr Heather Brooks[8] (20 épisodes)
- Tessa Ferrer (VF : Audrey Sablé) : Dr Leah Murphy[9] (16 épisodes)
- Debbie Allen (VF : Dominique Westberg) : Dr Catherine Avery (épisodes 4,11,16 et 17)
- Justin Bruening (VF : Valéry Schatz) : Matthew « Matt » Taylor (ambulancier)[10] (8 épisodes)
- Jason George (VF : Denis Laustriat) : Dr Ben Warren (6 épisodes)
- Constance Zimmer (VF : Barbara Delsol) : Dr Alana Cahill[11] (épisodes 12, 13, 14, 15 et 16)
- Steven Culp (VF : Georges Caudron) : Dr Parker[12] (épisodes 1, 3, 4 et 5)
- William Daniels (VF : Michel Ruhl) : Dr Craig Thomas (épisodes 1, 3, 4 et 5)
- Loretta Devine (VF : Monique Thierry) : Adele Webber (épisodes 9 et 10)
- Charles Michael Davis (VF : Namakan Koné) : Dr Jason Myers (épisode 15 à 23)

### Invités spéciaux
- Chyler Leigh (VF : Véronique Desmadryl) : Dr Lexie Grey (Flashback du crash)
- Adina Porter : Dr Ramsey[13] (épisode 2)
- Debbie Allen (VF : Dominique Westberg) : Dr Catherine Avery[14] (épisodes 4, 11, 16 et 17)
- Dominic Hoffman (en) : Dr Jeff Russell[15] (épisodes 6, 13 et 18)
- Andrew Leeds : Andy[16] (épisode 6)
- Neve Campbell (VF : Marie Zidi) : Lizzie Shepherd (sœur de Derek)[17] (épisodes 8 et 9)
- Eddie Jemison : Stan Grossman[18] (épisodes 15 et 16)
- Hilarie Burton (VF : Laura Préjean) : Dr Lauren Boswell[19] (épisodes 22 à 24)

## Épisodes

### Épisode 1:Tout ce qu'on a perdu
- États-Unis /  Canada : 27 septembre 2012 sur ABC[20] / CTV
- Suisse : 3 juillet 2013 sur RTS Un[21]
- Belgique : 14 septembre 2013 sur RTL TVI
- Québec : 28 septembre 2013 sur Radio-Canada
- France : 23 avril 2014 sur TF1[22]

- États-Unis : 11,73 millions de téléspectateurs[23]
- Canada : 2,559 millions de téléspectateurs[24]
- France : 5,45 millions de téléspectateurs[25] (première diffusion)

- Eric Dane (Dr Mark Sloan)
- William Daniels (Dr Thomas)
- Jason George (Dr Ben Warren)
- Steven Culp (Dr Parker)
- Gaius Charles (Dr Shane Ross)
- Philip Casnoff (Dr Mel Barnett)
- Camilla Luddington (Dr Josephine Wilson)
- Tina Majorino (Dr Heather Brooks)
- Jerrika Hinton (Dr Stephanie Edwards)
- Tessa Ferrer (Dr Leah Murphy)

- Cet épisode se déroule un mois après le crash d'avion et montre quelques flashbacks de la vie de Mark Sloan de 1994 à 2012.
- Le personnage de Mark Sloan meurt dans cet épisode.
- Première apparition de Jo Wilson (Camilla Luddington), Shane Ross (Gaius Charles), Stephanie Edwards (Jerrika Hinton) et Leah Murphy (Tessa Ferrer).

### Épisode 2:Souviens-toi
- États-Unis /  Canada : 4 octobre 2012 sur ABC / CTV
- Suisse : 3 juillet 2013 sur RTS Un
- Belgique : 14 septembre 2013 sur RTL TVI
- Québec : 5 octobre 2013 sur Radio-Canada
- France : 23 avril 2014 sur TF1[22]

- États-Unis : 10,84 millions de téléspectateurs[26]
- Canada : 2,36 millions de téléspectateurs[27]
- France : 5,2 millions de téléspectateurs[25] (première diffusion)

- Eric Dane (Dr Mark Sloan)
- Adina Porter (Dr Ramsey)
- Gaius Charles (Dr Shane Ross)
- Tina Majorino (Dr Heather Brooks)
- Jim Turner (Dr Schacter)
- Elizabeth Tobias (Boise Chief)

- Cet épisode remonte dans le temps et nous ramène 3 semaines avant l'épisode 1. Il nous montre le déroulement de l'après-crash.
- Dans l'épisode 2 de la saison 6 du spin-of Private Practice, Addison reçoit un appel de Derek lui apprenant la mort de Mark. Celle-ci le dit à Sam puis à Amelia.

### Épisode 3:Les Compromis de la vie
- États-Unis /  Canada : 18 octobre 2012 sur ABC / CTV
- Suisse : 3 juillet 2013 sur RTS Un
- Belgique : 21 septembre 2013 sur RTL TVI
- Québec : 12 octobre 2013 sur Radio-Canada
- France : 23 avril 2014 sur TF1[22]

- États-Unis : 9,69 millions de téléspectateurs[28] (première diffusion)
- Canada : 2,178 millions de téléspectateurs[29]
- France : 4,7 millions de téléspectateurs[25] (première diffusion)

- William Daniels (Dr Thomas)
- Steven Culp (Dr Parker)
- Camilla Luddington (Dr Josephine Wilson)
- Gaius Charles (Dr Shane Ross)
- Jerrika Hinton (Dr Stephanie Edwards)
- Stefanie Black (Roxie)
- Ned Vaughn (airline lawyer)
- Skyler Day (Emery)
- Rebecca Lowman (Hazel)
- Meeghan Holaway (attorney)

### Épisode 4:Chacun sa bulle
- États-Unis /  Canada : 25 octobre 2012 sur ABC / CTV
- Suisse : 10 juillet 2013 sur RTS Un
- Belgique : 21 septembre 2013 sur RTL TVI
- Québec : 19 octobre 2013 sur Radio-Canada
- France : 30 avril 2014 sur TF1

- États-Unis : 8,76 millions de téléspectateurs[30] (première diffusion)
- Canada : 2,105 millions de téléspectateurs[31]
- France : 4,87 millions de téléspectateurs[32] (première diffusion)

- Debbie Allen (Dr Catherine Avery)
- Steven Culp (Dr Parker)
- Ethan Embry (David)
- Trever O'Brian (Bryan)
- Gaius Charles (Dr Shane Ross)
- Camilla Luddington (Dr Josephine Wilson)
- Tina Majorino (Dr Heather Brooks)
- Jerrika Hinton (Dr Stephanie Edwards)
- Tessa Ferrer (Dr Leah Murphy)
- Marcuis W. Harris (Rob)
- William Daniels (Dr Thomas)

### Épisode 5:Une belle fin
- États-Unis /  Canada : 8 novembre 2012 sur ABC / CTV
- Suisse : 10 juillet 2013 sur RTS Un
- Belgique : 28 septembre 2013 sur RTL TVI
- Québec : 26 octobre 2013 sur Radio-Canada
- France : 30 avril 2014 sur TF1

- États-Unis : 9,26 millions de téléspectateurs[33] (première diffusion)
- Canada : 1,923 million de téléspectateurs[34]
- France : 4,7 millions de téléspectateurs[32] (première diffusion)

- Camilla Luddington (Dr Joséphine Wilson)
- Gaius Charles (Dr Shane Ross)
- Jerrika Hinton (Dr Stephanie Edwards)
- Tina Majorino (Dr Heather Brooks)
- William Daniels (Dr Thomas)

- Cet épisode traite uniquement de l'amitié entre Meredith et Cristina, un épisode spécialement consacré au « couple » mythique de la série.
- Dans cet épisode, Jessica Capshaw (Arizona Robbins) n'apparait pas.

### Épisode 6:Accepter pour avancer
- États-Unis /  Canada : 15 novembre 2012 sur ABC / CTV
- Suisse : 10 juillet 2013 sur RTS Un
- Belgique : 28 septembre 2013 sur RTL TVI
- Québec : 2 novembre 2013 sur Radio-Canada
- France : 30 avril 2014 sur TF1

- États-Unis : 8,84 millions de téléspectateurs[35] (première diffusion)
- Canada : 2,015 millions de téléspectateurs[36]
- France : 4,5 millions de téléspectateurs[32] (première diffusion)

- Camilla Luddington (Dr Joséphine Wilson)
- Gaius Charles (Dr Shane Ross)
- Jerrika Hinton (Dr Stephanie Edwards)
- Tina Majorino (Dr Heather Brooks)
- Tessa Ferrer (Dr Leah Murphy)
- Andrew Leeds (Andy)
- Dominic Hoffman (Dr Jeff Russell)

### Épisode 7:Faits l'un pour l'autre
- États-Unis /  Canada : 29 novembre 2012 sur ABC / CTV
- Suisse : 17 juillet 2013 sur RTS Un
- Belgique : 5 octobre 2013 sur RTL TVI
- Québec : 9 novembre 2013 sur Radio-Canada
- France : 7 mai 2014 sur TF1

- États-Unis : 8,95 millions de téléspectateurs[37] (première diffusion)
- Canada : 1,867 million de téléspectateurs[38]
- France : 5,15 millions de téléspectateurs[39] (première diffusion)

- Jerrika Hinton (Dr Stephanie Edwards)
- Miguel Sandoval (Hank)
- Roma Maffia (Roberta)
- Ivar Brogger (Graham)
- Gaius Charles (Dr Shane Ross)
- Camilla Luddington (Dr Josephine Wilson)
- Joe Nieves (Michael Baker)
- Tina Majorino (Dr Heather Brooks)
- Jessy Hodges (Donna)

### Épisode 8:Crise de nerfs
- États-Unis /  Canada : 6 décembre 2012 sur ABC / CTV
- Suisse : 17 juillet 2013 sur RTS Un
- Belgique : 5 octobre 2013 sur RTL TVI
- Québec : 16 novembre 2013 sur Radio-Canada
- France : 7 mai 2014 sur TF1

- États-Unis : 9,1 millions de téléspectateurs[40] (première diffusion)
- Canada : 1,717 million de téléspectateurs[41]
- France : 5,09 millions de téléspectateurs[39] (première diffusion)

- Neve Campbell (Liz Sheperd)
- Camilla Luddington (Dr Josephine Wilson)
- Gaius Charles (Dr Shane Ross)
- Tina Majorino (Dr Heather Brooks)
- Jerrika Hinton (Dr Stephanie Edwards)
- Tessa Ferrer (Dr Leah Murphy)
- Graham Sibley (Noah)
- Laila Ayad (Laura)
- Julie Wittner (Mrs. Crossley)
- Sean Donnellan (Mr. Crossley)
- Alyssa Preston (Kimmy's Mama)

### Épisode 9:Y croire encore
- États-Unis /  Canada : 13 décembre 2012 sur ABC / CTV
- Suisse : 17 juillet 2013 sur RTS Un[21]
- Belgique : 12 octobre 2013 sur RTL TVI
- Québec : 23 novembre 2013 sur Radio-Canada
- France : 7 mai 2014 sur TF1

- États-Unis : 8,17 millions de téléspectateurs[42] (première diffusion)
- Canada : 1,925 million de téléspectateurs[43]
- France : 5,11 millions de téléspectateurs[39] (première diffusion)

- Loretta Devine (Adele Webber)
- Neve Campbell (Liz Sheperd)
- Camilla Luddington (Dr Josephine Wilson)
- Gaius Charles (Dr Shane Ross)
- Jerrika Hinton (Dr Stephanie Edwards)
- Tessa Ferrer (Dr Leah Murphy)
- Tina Majorino (Dr Heather Brooks)
- Jason George (Dr  Ben Warren)

### Épisode 10:Raviver la flamme
- États-Unis /  Canada : 10 janvier 2013 sur ABC / CTV
- Suisse : 24 juillet 2013 sur RTS Un[21]
- Belgique : 12 octobre 2013 sur RTL TVI
- Québec : 30 novembre 2013 sur Radio-Canada
- France : 14 mai 2014 sur TF1

- États-Unis : 9,34 millions de téléspectateurs[44] (première diffusion)
- Canada : 2,261 millions de téléspectateurs[45]
- France : 5,48 millions de téléspectateurs[46] (première diffusion)

- Loretta Devine (Adele)
- Jason George (Dr Ben Warren)
- Dale Dickey (Emily « Gasoline » Bennett)
- Frankie Faison (Mr. Bailey)
- Gaius Charles (Dr Shane Ross)
- Camilla Luddington (Dr Josephine Wilson)
- Tina Majorino (Dr Heather Brooks)
- Jerrika Hinton (Dr Stephanie Edwards)
- Tessa Ferrer (Dr Leah Murphy)
- Jaye Razor (Rage)
- Wren T. Brown (Michael)
- Richard Kahan (Stuart)

### Épisode 11:La fin n'est que le début
- États-Unis /  Canada : 17 janvier 2013 sur ABC / CTV
- Suisse : 24 juillet 2013 sur RTS Un[21]
- Belgique : 19 octobre 2013 sur RTL TVI
- Québec : 7 décembre 2013 sur Radio-Canada
- France : 14 mai 2014 sur TF1

- États-Unis : 8,8 millions de téléspectateurs[47] (première diffusion)
- Canada : 1,885 million de téléspectateurs[48]
- France : 5,1 millions de téléspectateurs[46] (première diffusion)

- Debbie Allen (Catherine Avery)
- Jerrika Hinton (Stephanie)
- Beth Grant (Sheila Olsen)
- Roma Maffia (Roberta Thompson)
- Camilla Luddington (Intern Josephine)
- Gaius Charles (Intern Shane)
- Julie Warner (Rebecca Lanz)
- Tina Majorino (Intern Heather)
- Meeghan Holaway (Jeanette Keener)
- Tessa Ferrer (Intern Leah)
- Ben Stillwell (James Leggett)

### Épisode 12:La Peur au ventre
- États-Unis /  Canada : 24 janvier 2013 sur ABC / CTV
- Suisse : 24 juillet 2013 sur RTS Un[21]
- Belgique : 19 octobre 2013 sur RTL TVI
- Québec : 11 janvier 2014 sur Radio-Canada
- France : 14 mai 2014 sur TF1

- États-Unis : 9,01 millions de téléspectateurs[49] (première diffusion)
- Canada : 1,986 million de téléspectateurs[50]
- France : 4,6 millions de téléspectateurs[46] (première diffusion)

- Constance Zimmer (Dr Cahill)
- Camilla Luddington (Jo)
- Gaius Charles (Shane)
- Jerrika Hinton (Stephanie)
- Justin Bruening (Matt)

### Épisode 13:Mauvais Sang
- États-Unis /  Canada : 31 janvier 2013 sur ABC / CTV
- Suisse : 31 juillet 2013 sur RTS Un[21]
- Québec : 18 janvier 2014 sur Radio-Canada
- France : 21 mai 2014 sur TF1

- États-Unis : 8,93 millions de téléspectateurs[51] (première diffusion)
- Canada : 1,96 million de téléspectateurs[52]
- France : 5,48 millions de téléspectateurs[53] (première diffusion)

- Dominic Hoffman (Dr Jeff Russell)
- Camilla Luddington (Jo)
- Gaius Charles (Shane)
- Jerrika Hinton (Stephanie)
- Constance Zimmer (Dr Cahill)

### Épisode 14:Un vent de changement
- États-Unis /  Canada : 7 février 2013 sur ABC / CTV
- Suisse : 31 juillet 2013 sur RTS Un[21]
- Québec : 25 janvier 2014 sur Radio-Canada
- France : 21 mai 2014 sur TF1

- États-Unis : 8,91 millions de téléspectateurs[54] (première diffusion)
- Canada : 1,838 million de téléspectateurs[55]
- France : 5,15 millions de téléspectateurs[53] (première diffusion)

- Camilla Luddington (Jo)
- Gaius Charles (Shane)
- Jerrika Hinton (Stephanie)
- Constance Zimmer (Dr Cahill)
- Matt Pascua (Jess)
- Rachel Brosnahan (Brian Weston)
- Brett Rickaby (Mr. Weston)
- Nazanin Boniadi (Amrita)
- Rob Brownstein (Larry)
- Nicole Cummins (L'ambulancière Nicole)
- John Duerler (Grant)
- Paull Walia (Dr Kan Mattoo)
- Jeremy Cohenour (Dr Boyd)
- Brandon Ford Green (Dr Allen)
- Yvette Saunders (Dr Collier)

### Épisode 15:L'Art de la négociation
- États-Unis /  Canada : 14 février 2013 sur ABC / CTV
- Suisse : 31 juillet 2013 sur RTS Un[21]
- Québec : 1er février 2014 sur Radio-Canada
- France : 21 mai 2014 sur TF1

- États-Unis : 8,57 millions de téléspectateurs[56] (première diffusion)
- Canada : 1,713 million de téléspectateurs[57]
- France : 4,5 millions de téléspectateurs[53] (première diffusion)

- Constance Zimmer (Alanna Cahill)
- Camilla Luddington (Jo)
- Gaius Charles (Shane)
- Jerrika Hinton (Stephanie)
- Charles Michael Davis (Chest Peckwell)

### Épisode 16:Lutter pour la bonne cause
- États-Unis /  Canada : 21 février 2013 sur ABC / CTV
- Suisse : 7 août 2013 sur RTS Un
- Québec : 8 février 2014 sur Radio-Canada
- France : 28 mai 2014 sur TF1

- États-Unis : 8,75 millions de téléspectateurs[58] (première diffusion)
- Canada : 1,709 million de téléspectateurs[59]
- France : 5,13 millions de téléspectateurs[60] (première diffusion)

- Constance Zimmer (Alanna Cahill)
- Debbie Allen (Dr Catherine Avery)
- Camilla Luddington (Jo)
- Gaius Charles (Shane)
- Jerrika Hinton (Stephanie)

### Épisode 17:Chaos
- États-Unis /  Canada : 14 mars 2013 sur ABC / CTV
- Suisse : sur RTS Un
- Québec : 15 février 2014 sur Radio-Canada
- France : 28 mai 2014 sur TF1

- États-Unis : 8,2 millions de téléspectateurs[61] (première diffusion)
- Canada : 1,701 million de téléspectateurs[62]
- France : 4,9 millions de téléspectateurs[60] (première diffusion)

- Debbie Allen (Dr Catherine Avery)
- Camilla Luddington (Jo)
- Gaius Charles (Shane)
- Jerrika Hinton (Stephanie)
- Charles Michael Davis (Chest Peckwell / Jason Myers)

### Épisode 18:Avancer à grands pas
- États-Unis /  Canada : 21 mars 2013 sur ABC / CTV
- Québec : 22 février 2014 sur Radio-Canada
- France : 28 mai 2014 sur TF1

- États-Unis : 9,39 millions de téléspectateurs[63] (première diffusion)
- Canada : 1,994 million de téléspectateurs[64]
- France : 4,7 millions de téléspectateurs[60] (première diffusion)

- Camilla Luddington (Jo)
- Gaius Charles (Shane)
- Jerrika Hinton (Stephanie)
- Charles Michael Davis (Dr Jason Myers)
- Dominic Hoffman (Dr Jeff Russell)

### Épisode 19:Plus fort que tout
- États-Unis /  Canada : 28 mars 2013 sur ABC / CTV
- Québec : 1er mars 2014 sur Radio-Canada
- France : 4 juin 2014 sur TF1

- États-Unis : 9,02 millions de téléspectateurs[65] (première diffusion)
- Canada : 1,789 million de téléspectateurs[66]
- France : 5,13 millions de téléspectateurs[67] (première diffusion)

- Sarah Chalke (Polly)
- Camilla Luddington (Jo)
- Gaius Charles (Shane)
- Jerrika Hinton (Stephanie)
- Charles Michael Davis (Dr Jason Myers)

### Épisode 20:Le Défi
- États-Unis /  Canada : 4 avril 2013 sur ABC / CTV
- Québec : 8 mars 2014 sur Radio-Canada
- France : 4 juin 2014 sur TF1

- États-Unis : 8,58 millions de téléspectateurs[68] (première diffusion)
- Canada : 1,957 million de téléspectateurs[69]
- France : 5,1 millions de téléspectateurs[67] (première diffusion)

- Camilla Luddington (Jo)
- Gaius Charles (Shane)
- Jerrika Hinton (Stephanie)

### Épisode 21:Doute Contagieux
- États-Unis /  Canada : 25 avril 2013 sur ABC / CTV
- Québec : 15 mars 2014 sur Radio-Canada
- France : 4 juin 2014 sur TF1

- États-Unis : 8,24 millions de téléspectateurs[70] (première diffusion)
- Canada : 1,778 million de téléspectateurs[71]
- France : 4,6 millions de téléspectateurs[67] (première diffusion)

- Camilla Luddington (Jo)
- Gaius Charles (Shane)
- Jerrika Hinton (Stephanie)
- Jennifer Bassey (Nancy Dawson)
- Charles Michael Davis (Dr Jason Myers)

### Épisode 22:Les Maux magiques
- États-Unis /  Canada : 2 mai 2013 sur ABC / CTV
- Québec : 22 mars 2014 sur Radio-Canada
- France : 11 juin 2014 sur TF1

- États-Unis : 8,87 millions de téléspectateurs[72] (première diffusion)
- Canada : 1,545 million de téléspectateurs[73]
- France : 5,46 millions de téléspectateurs[74] (première diffusion)

- Camilla Luddington (Jo)
- Gaius Charles (Shane)
- Jerrika Hinton (Stephanie)
- Hilarie Burton (Dr Lauren Boswell)
- Jason George (Ben)
- Jennifer Bassey (Nancy Dawson)
- Charles Michael Davis (Dr Jason Myers)

### Épisode 23:Être prêt
- États-Unis /  Canada : 9 mai 2013 sur ABC / CTV
- Québec : 29 mars 2014 sur Radio-Canada
- France : 11 juin 2014 sur TF1

- États-Unis : 8,97 millions de téléspectateurs[75] (première diffusion)
- Canada : 1,735 million de téléspectateurs[76]
- France : 5,3 millions de téléspectateurs[74] (première diffusion)

- Camilla Luddington (Jo)
- Gaius Charles (Shane)
- Jerrika Hinton (Stephanie)
- Hilarie Burton (Dr Lauren Boswell)
- Jason George (Ben)
- Jennifer Bassey (Nancy Dawson)
- Justin Bruening (Matt)

### Épisode 24:Dans la tourmente
- États-Unis /  Canada : 16 mai 2013 sur ABC[77] / CTV
- Québec : 5 avril 2014 sur Radio-Canada
- France : 11 juin 2014 sur TF1

- États-Unis : 8,99 millions de téléspectateurs[78] (première diffusion)
- Canada : 1,917 million de téléspectateurs[79]
- France : 5 millions de téléspectateurs[74] (première diffusion)

- Camilla Luddington (Jo)
- Hilarie Burton (Dr Lauren Boswell)
- Gaius Charles (Shane)
- Jerrika Hinton (Stephanie)

## Audiences aux États-Unis
| N° d'épisode | Titre français                 | Titre original                      | Chaîne | Date de diffusion originale | USA (en millions de téléspectateurs) | Pdm sur les 18/49 ans |
| ------------ | ------------------------------ | ----------------------------------- | ------ | --------------------------- | ------------------------------------ | --------------------- |
| 1            | Tout ce qu'on a perdu          | Going Going Gone                    | ABC    | 27 septembre 2012           | 11,73                                | 4.4/12                |
| 2            | Souviens-toi                   | Remember The Time                   | ABC    | 4 octobre 2012              | 10,84                                | 3.8/10                |
| 3            | Les compromis de la vie        | Love the One You're With            | ABC    | 18 octobre 2012             | 9,69                                 | 3.4/9                 |
| 4            | Chacun sa bulle                | I Saw Her Standing There            | ABC    | 25 octobre 2012             | 8,76                                 | 3.0/8                 |
| 5            | Une belle fin                  | Beautiful Doom                      | ABC    | 8 novembre 2012             | 9,26                                 | 3.3/9                 |
| 6            | Accepter pour avancer          | Second Opinion                      | ABC    | 15 novembre 2012            | 8,84                                 | 3.2/8                 |
| 7            | Faits l'un pour l'autre        | I Was Made For Lovin' You           | ABC    | 29 novembre 2012            | 8,95                                 | 3.1/8                 |
| 8            | Crise de nerfs                 | Love Trns You Upside Down           | ABC    | 6 décembre 2012             | 9,10                                 | 3.0/8                 |
| 9            | Y croire encore                | Run, Baby, Run                      | ABC    | 13 décembre 2012            | 8,17                                 | 2.9/8                 |
| 10           | Raviver la flamme              | Things We Said Today                | ABC    | 10 janvier 2013             | 9,34                                 | 3.2/8                 |
| 11           | La fin n'est que le début      | The End is the Beginning is the End | ABC    | 17 janvier 2013             | 8,80                                 | 3.0/8                 |
| 12           | La peur au ventre              | Walking on a Dream                  | ABC    | 24 janvier 2013             | 9,01                                 | 3.0/8                 |
| 13           | Mauvais sang                   | Bad Blood                           | ABC    | 31 janvier 2013             | 8.93                                 | 2.8/7                 |
| 14           | Un vent de changement          | The Face of Change                  | ABC    | 7 février 2013              | 8.91                                 | 3.1/7                 |
| 15           | Une question de vie ou de mort | Hard Bargain                        | ABC    | 14 février 2013             | 8.57                                 | 2.8/7                 |
| 16           | Lutter pour la bonne cause     | This Is Why We Fight                | ABC    | 21 février 2013             | 8.75                                 | 3.1/8                 |
| 17           | Chaos                          | Transplant Wasteland                | ABC    | 14 mars 2013                | 8.20                                 | 2.6/7                 |
| 18           | Avancer à grands pas           | Idle Hands                          | ABC    | 21 mars 2013                | 9.39                                 | 3.0/8                 |
| 19           | Plus fort que tout             | Can't Fight This Feeling            | ABC    | 28 mars 2013                | 9.02                                 | 2.9/8                 |
| 20           | Le défi                        | She's Killing Me                    | ABC    | 4 avril 2013                | 8.58                                 | 2.8/8                 |
| 21           | Au cœur de l'enquête           | Sleeping Monster                    | ABC    | 25 avril 2013               | 8.24                                 | 2.7/7                 |
| 22           | Croire aux miracles            | Do You Believe in Magic             | ABC    | 2 mai 2013                  | 8.87                                 | 3.0/9                 |
| 23           | Être prêt (1re partie)         | Readiness is All                    | ABC    | 9 mai 2013                  | 8.97                                 | 3.1/9                 |
| 24           | Dans la tourmente (2e partie)  | Perfect Storm                       | ABC    | 16 mai 2013                 | 8.99                                 | 3.1/8                 |